# Уве Цече
Уве Цече (нім. Uwe Zötzsche, нар. 15 вересня 1960, Цвенкау) — німецький футболіст, що грав на позиції захисника, півзахисника, зокрема за «Локомотив» (Лейпциг), а також національну збірну НДР.

## Клубна кар'єра
У дорослому футболі дебютував 1979 року виступами за команду «Локомотив» (Лейпциг), в якій провів одинадцять сезонів, взявши участь у 243 матчах чемпіонату.  Більшість часу, проведеного у складі лейпцизького «Локомотива», був основним гравцем команди.
Згодом з 1990 по 1991 рік грав у складі французького «Страсбура», а завершував кар'єру у 1991—1994 роках у командах третього дивізіону воз'єднаної Німеччини «Гессен» та  «Маркрлеберг».

## Виступи за збірну
1982 року дебютував в офіційних матчах у складі національної збірної НДР.
Загалом протягом кар'єри у національній команді, яка тривала 7 років, провів у її формі 38 матчів, забивши 5 голів.

## Титули і досягнення
- Володар Кубка НДР з футболу (2):

«Локомотив» (Лейпциг): 1980-1981, 1985-1986, 1986-1987